# 8-ジメチルアリルナリンゲニン-2'-ヒドロキシラーゼ
8-ジメチルアリルナリンゲニン-2'-ヒドロキシラーゼ（8-dimethylallylnaringenin 2'-hydroxylase）は、次の化学反応を触媒する酸化還元酵素である。
ソホラフラバノンB + NADPH + H+ + O2 {\displaystyle \rightleftharpoons } レアキアノンG + NADP+ + H2O
この酵素の基質はソホラフラバノンB、NADPH、H+とO2で、生成物はレアキアノンG、NADP+とH2Oである。
組織名はsophoraflavanone-B,NADPH:oxygen oxidoreductase (2'-hydroxylating)で、略して8-DMAN 2'-hydroxylaseとも書かれる。